# أندراس بيكوكا
أندراس بيكوكا (بالإسبانية: Andrés Bicocca)‏ (مواليد 14 يناير 1976) هو سبّاح أرجنتيني، مثّل بلاده في الألعاب الأولمبية الصيفية 2000.

## روابط خارجية
أندراس بيكوكا على موقع الاتحاد الدولي للسباحة (الإنجليزية)
- أندراس بيكوكا على موقع أوليمبيديا (الإنجليزية)